# Roland de Wolfe
Roland de Wolfe (Londra, 1979) è un giocatore di poker inglese.
Si piazza per la prima volta a premi alle WSOP nel 1.000$ No-limit Hold'em alle World Series of Poker 2005. Nel luglio 2005 vince il Gran Prix de Paris del World Poker Tour, battendo in heads-up il campione uscente Juha Helppi. Nell'aprile 2006 arriva terzo all'evento WPT World Championship, al casinò Bellagio, vincendo oltre 1.025.205 $.
Nell'ottobre 2006 vince la tappa di Dublino dell'European Poker Tour, guadagnando 554.300 €. Diventa così il primo giocatore ad aver vinto un evento EPT ed uno WPT.
Alle WSOP 2009 vince il suo primo braccialetto al torneo $5.000 Pot Limit Omaha Hi-Low Split 8 or Better, guadagnando 246.616 $.
È stato il secondo giocatore della storia del poker (dopo Gavin Griffin) ad aver vinto un evento WPT, uno EPT ed uno WSOP; dopo di lui è riuscito nell'impresa anche l'inglese Jake Cody e il francese Bertrand Grospellier.